# Kazuhiko Ōigawa
Kazuhiko Ōigawa (japonès: 大井川和彦)  (Tsuchiura, 3 d'abril de 1964) és un polític i executiu japonés, actual governador de la prefectura d'Ibaraki des del 26 de setembre de 2017. Nascut a la ciutat de Tsuchiura, a la prefectura d'Ibaraki, Ôigawa va graduar-se a la facultat de dret de la Universitat de Tòquio, començant a treballar al Ministeri d'Economia, Comerç i Indústria del Japó l'any 1988. Després d'estudiar dret a la Universitat de Washington el 1996, Ôigawa va esdevindre cap de l'oficina del ministeri per a Singapur el 1998.
El 2003, Ôigawa va deixar el seu càrrec al ministeri i va esdevindre executiu de Microsoft Àsia, després d'això, va esdevindre director de DWANGO, l'empresa que gestiona Niconico Dôga. El 2017 es presentà a les eleccions a governador de la seua prefectura natal, guanyant-les i derrotant a fins l'aleshores governador, en Masaru Hashimoto, qui es trobava al càrrec des de 1993.
El juliol de 2019, Ibaraki es convertí en la primera prefectura de tot el Japó en crear i aprovar certificats de parella per a gais, lesbianes, bisexuals i transgeneres. En anunciar-ho, el governador Ôigawa va declarar que "això és un afer de drets humans, i hem de treballar junts amb l'objectiu d'eliminar la discriminació i els prejudicis".